# Felix Schüler
Daniel Gustav Eduard Felix Schüler (* 18. November 1894 in Berlin; † nicht ermittelt) war ein deutscher Reichsehrenrichter der Wirtschaft, Geschäftsführer der Reichsgruppe Handwerk und Generalsekretär des Reichsstandes des Deutschen Handwerks in Berlin.

## Leben
Er war der Sohn des Berliner Kaufmanns Heinrich Julius Hermann Schüler und dessen Ehefrau Anna Elise Klara Schüler geborene Freudenberg. Nach dem Schulabschluss studierte er ab 1914 Volkswirtschaft und Rechtswissenschaften und promovierte nach Unterbrechung durch Kriegsdienst im Jahre 1920. Er wurde zum 1. Mai 1933 Erster Syndikus der Handwerkskammer zu Berlin. Im Oktober 1934 wurde er vom Reichshandwerksführer zum Generalsekretär des Deutschen Handwerks- und Gewerbekammertages und zugleich zum Geschäftsführer des Reichsstandes des Deutschen Handwerks ernannt. Er stand damals im 39. Lebensjahr. Auf eigenen Wunsch schied er aus der Funktion des Generalsekretärs aus, als der Deutsche Handwerks- und Gewerbekammertag zum 31. März 1943 aufgelöst wurde.
1951 brachte er aus eigenem Erleben den Buchtitel Das Handwerk im Dritten Reich. Die Gleichschaltung und was danach folgte auf den Markt.

## Schriften (Auswahl)
- Kreditquellen für das Handwerk. 1934.
- Gott segne das ehenbare Handwerk! Volksverbundenheit des Handwerks. In: Bürener Zeitung vom 27. Oktober 1934, S. 5.
- (mit Ferdinand Schramm): Die Meisterprüfung im Handwerk. Band 1: Die Neuordnung des Meisterprüfungswesens. (Schriften des Deutschen Handwerksinstituts). Verlag Handwerker-Verlagshaus, Berlin 1936.
- Wer gibt Kredit? Ein Ratgeber für den deutschen Handwerksmeister. Handwerker Verlagshaus Hans Holzmann, Berlin 1937.
- (mit Gerhard Biskup): Die Weiterentwicklung der handwerklichen Altersversorgung. Verlag Sozialpolit. Nachrichtendienst, Berlin 1939.
- (mit Albert Grießmeyer): Die Altersversorgung des Handwerksmeisters. Verlag Sozialpolit. Nachrichtendienst, Berlin 1939.
- Das deutsche Handwerk in der Kriegswirtschaft. (Deutsche Wirtschaftswissenschaftliche Gesellschaft: Schriften der Deutschen Wirtschaftswissenschaftlichen Gesellschaft. Vorträge und Abhandlungen, H. 7). Kohlhammer, Stuttgart, Berlin 1941.
- Preisbildung und Gewinnermittlung im Handwerk. München 1942.
- Das Handwerk im Dritten Reich. Die Gleichschaltung und was danach folgte. Handwerker-Verl.-Haus, Bad Wörishofen 1951.